# 布萊斯·哈波
布萊斯·阿伦·马克斯·哈波（1992年10月16日—）出生於內華達州的拉斯維加斯，美國職棒大聯盟費城費城人隊的外野手。哈波是華盛頓國民隊於2010年大聯盟選秀會狀元。2015年及2021年MLB國聯MVP得主。

## 早年
2009年12月，就讀高二的哈波在拉斯維加斯高中取得全能教育發展 (General Educational Development) 的資格，使得他有權參加2010年7月的業餘選秀，並比他人早一步進入職業棒球生涯。為了儘早進入大學球隊歷練，哈波通過考試取得同等學歷，比同齡的選手提早一年進入二年制學院：南內華達學院就讀，因此當同年齡的選手都還在打高中比賽時，哈波已在打大學聯賽SWAC (Scenic West Athletic Conference)。如同美國職棒大聯盟般，SWAC聯盟使用的是木棒，而哈波在66場比賽中，一共擊出31發全壘打，製造98分打點，打擊三圍(打擊率、上壘率、長打率)分別為.443、.526、.987，並刷新該聯盟單季12支全壘打的紀錄，更有一場締造4支全壘打、1支三壘打、1支二壘打，總計共10打點的瘋狂演出。還獲得2010年SWAC年度最佳球員。該年，他又獲得美國業餘棒球界的最高榮譽---金釘鞋獎(Golden Spikes Award)，這樣鬼神般的表現使他更快地通往職業棒球的道路。

## 小聯盟時期

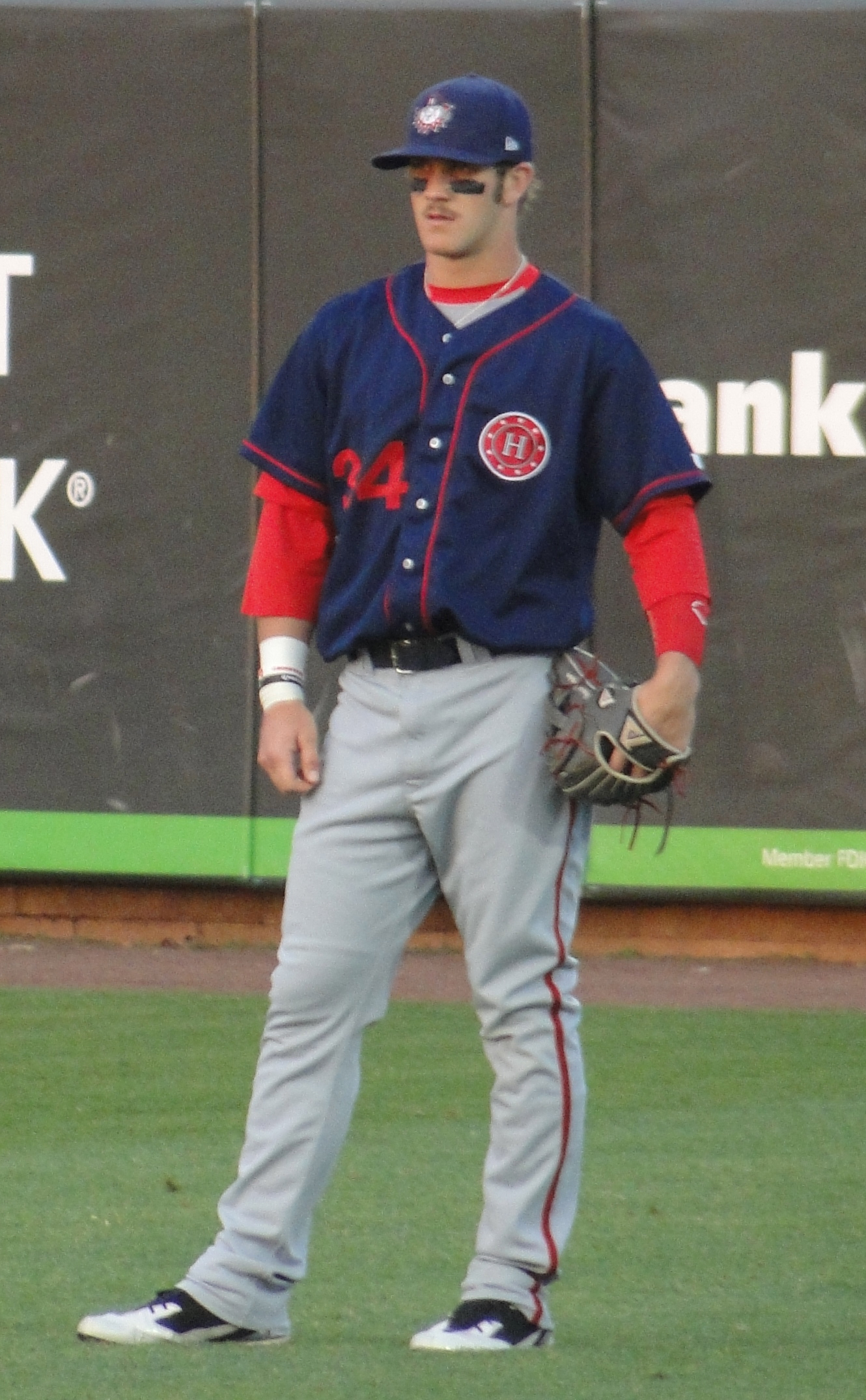
2011年，在國民小聯盟1A的哈波。

哈波是於2010年大聯盟選秀會中第1輪第1名被華盛頓國民所選下的選手。也是國民連續兩年都選入的選秀狀元，前一年所選入的狀元是史蒂芬·史特拉斯堡，最後在2010年8月，哈波和國民簽下5年990萬美金的合約加入國民。哈波原本守備位置是捕手，不過國民為了使他早點升上大聯盟，而讓他改練外野守備位置。哈波選擇34號當他的球衣號碼，他說：「我超愛米奇·曼托，會選34號也是因為3加4等於7（曼托的球衣號碼為7）」。
在和國民完成簽約後，哈波隨即加入指導聯盟比賽。他總計繳出0.319打擊率、0.407上壘率的成績。
2011年球季，哈波是在1A的杭格斯鎮太陽（Hagerstown Suns）出賽，繳出0.389打擊率的成績。7月4日，哈波升上2A哈里斯堡參議員（Harrisburg Senators）。8月18日時，
因右腿肌腱拉傷而被放進7天傷兵名單中。

## 大聯盟時期

### 華盛頓國民
2012年4月27日，因萊恩·齊默爾曼受傷進入傷兵名單，哈波在隔天對洛杉磯道奇的比賽中升上大聯盟。並在當日的比賽擔任先發外野手，雖然第一個打數是滾地球出局，不過接下來他從道奇的先發投手查德·畢林斯利擊出二壘安打，這也是他在大聯盟生涯的第1支安打。接著在第9局的時候，他從道奇的救援投手Javy Guerra的手中打出高飛犧牲打，這也是他大聯盟生涯的第1分打點。最終，哈波奪下該季的國聯新人王。
2013年7月2日，哈波休息近一個月的時間，傷癒復出這一戰，第一打席就是一支陽春砲。幫助先發投手喬丹.齊默曼摘下第12勝。
2015年5月7日，哈波於對戰馬林魚的比賽中，以22歲又202天的年紀達成單場三響砲的成就，除了是隊史第四人以外，也是自1969年Joe Lahoud（22歲53天）以來最年輕的3轟球員，是史上第10年輕達成此成就的球員。這一年，他在長打率和上壘率兩項數據都是全大聯盟第一，攻擊指數1.109的驚人成績（全大聯盟第二名是Goldschmidt的1.005）讓他全票獲得國聯最有價值球員。

### 費城費城人
2019年3月1日，哈波與另一隻國東球隊費城費城人達成協議。合約總長為13年，價值3.3億美元，這是MLB歷史上最大合約，打破洋基球星斯坦頓（Giancarlo Stanton）13年3.25億美元的紀錄。這份合約沒有球員跳出選項，哈波在合約期也不能被交易。
然而，他在加盟記者會上，說出了「我們想把冠軍帶到DC特區（We want to bring a title back to DC，而DC特區是他前一支球隊的所在城市）」，他被提醒之後馬上承認是口誤，並改口說是要將冠軍帶到費城。結果好巧不巧，成軍50年來僅僅打過五次季後賽（哈波本人參與了其中四次）、其中只有一次打進國聯冠軍賽（1981球季）的國民隊，在2019球季從開季一度是19勝31負的慘淡狀態急起直追，靠著出色的下半季戰績取得了外卡資格，之後更是在季後賽連過四關（其中包含兩個聯盟的例行賽冠軍太空人隊和道奇隊），闖進了隊史第一次世界大賽並奪冠，其中本季接替哈波擔任右外野手的Adam Eaton，雖然季賽表現普通，但在世界大賽交出了攻擊指數0.993的不俗成績。而在國聯冠軍賽第四戰開打前，系列賽3-0聽牌的國民隊發了一篇推文來揶揄他的口誤，最終也順利橫掃紅雀隊晉級。

## 生涯成績
| 年度 | 球隊       | 出賽  | 打數  | 打點 | 得分 | 安打  | 二壘打 | 三壘打 | 全壘打 | 壘打數 | 四壞 | 三振  | 盜壘 | 打擊率 | 上壘率 | 長打率 | OPS   | OPS+ |
| 2012 | 華盛頓國民 | 139   | 533   | 59   | 98   | 144   | 26     | 9      | 22     | 254    | 56   | 120   | 18   | .270   | .340   | .477   | .817  | 118  |
| 2013 | 華盛頓國民 | 118   | 424   | 58   | 71   | 116   | 24     | 3      | 20     | 206    | 61   | 94    | 11   | .274   | .368   | .486   | .854  | 133  |
| 2014 | 華盛頓國民 | 100   | 352   | 32   | 41   | 96    | 10     | 2      | 13     | 149    | 38   | 104   | 2    | .273   | .344   | .423   | .768  | 111  |
| 2015 | 華盛頓國民 | 153   | 521   | 99   | 118  | 172   | 38     | 1      | 42     | 338    | 124  | 131   | 6    | .330   | .460   | .649   | 1.109 | 198  |
| 2016 | 華盛頓國民 | 147   | 506   | 86   | 84   | 123   | 24     | 2      | 24     | 223    | 108  | 117   | 21   | .243   | .373   | .441   | .814  | 114  |
| 2017 | 華盛頓國民 | 111   | 420   | 87   | 95   | 134   | 27     | 1      | 29     | 250    | 68   | 99    | 4    | .319   | .413   | .595   | 1.008 | 156  |
| 2018 | 華盛頓國民 | 159   | 550   | 100  | 103  | 137   | 34     | 0      | 34     | 273    | 130  | 169   | 13   | .279   | .393   | .496   | .889  | 133  |
| 2019 | 費城費城人 | 157   | 573   | 114  | 98   | 149   | 36     | 1      | 35     | 292    | 99   | 178   | 15   | .260   | .372   | .510   | .882  | 126  |
| 2020 | 費城費城人 | 58    | 190   | 33   | 41   | 51    | 9      | 2      | 13     | 103    | 49   | 43    | 8    | .268   | .420   | .542   | .962  | 158  |
| 2021 | 費城費城人 | 141   | 488   | 84   | 101  | 151   | 42     | 1      | 35     | 300    | 100  | 134   | 13   | .309   | .429   | .615   | 1.044 | 179  |
| 2022 | 費城費城人 | 99    | 370   | 65   | 63   | 106   | 28     | 1      | 18     | 190    | 46   | 87    | 11   | .286   | .364   | .514   | .877  | 145  |
| 合計 | 11年       | 1,328 | 4,927 | 817  | 913  | 1,379 | 298    | 23     | 285    | 2,578  | 879  | 1,276 | 122  | .280   | .390   | .523   | .913  | 142  |

## 私人生活
哈波的哥哥布萊恩是南內華達學院（College of Southern Nevada）的左手投手。布萊恩並且連續兩年贏得了2010年和2011年大學世界冠軍。在2010年大聯盟選秀會中，布萊恩被芝加哥小熊所選上，但是雙方並沒有簽下合約。在隔年的選秀會中，被國民所選入。

### 婚姻
2016年12月17日，Harper與妻子Kayla在加州圣迭戈圣殿正式舉行了結婚儀式，並在自己的Instagram上公布了這個訊息。

## 外部連結
- 球員資訊和成績在MLB ，ESPN ，Retrosheet ，Baseball Reference ，Baseball Reference (Minors) ，Fangraphs ，The Baseball Cube （英文）
- 布萊斯·哈波的X（前Twitter）

| 前任： 史蒂芬·史特拉斯堡 | 大聯盟選秀狀元 2010年 | 繼任： 格里特·柯爾 |